# مارسلین دی
مارسلین دی (انگلیسی: Marceline Day؛ ‏ ۲۴ آوریل ۱۹۰۸ – ۱۶ فوریهٔ ۲۰۰۰) بازیگر اهل ایالات متحده آمریکا بود. وی بین سال‌های ۱۹۲۴ تا ۱۹۳۳ میلادی فعالیت می‌کرد.
از فیلم‌هایی که وی در آن نقش داشته‌است، می‌توان به نمایش نمایش‌ها اشاره کرد.